# Повіт Сіоя
Пові́т Сіо́я (яп. 塩谷郡, しおやぐん, МФА: [ɕi.oja guɴ]) — повіт в префектурі Тотіґі, Японія.